# Gregorius-Kreuz

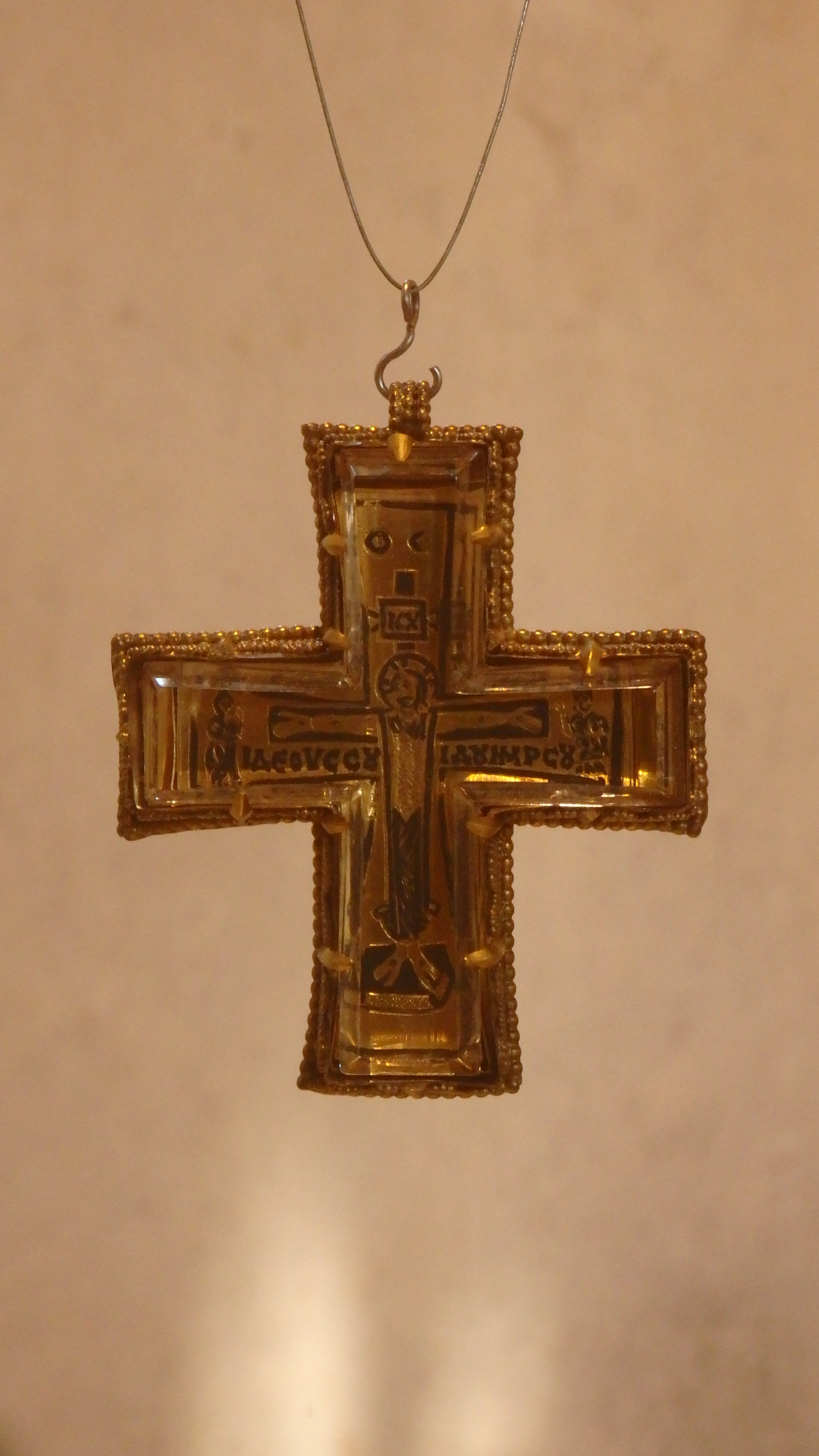
Moderne Replik des Gregorius-Kreuzes

Das Gregorius-Kreuz ist ein Reliquar für einen Splitter vom Kreuz Christi, das als Brustkreuz getragen werden kann (Enkolpion). Papst Gregor der Große übersandte es im Jahr 603 als Geschenk zur nicänischen Taufe des späteren Langobardenkönigs Adaloald an dessen Mutter Theudelinde. Es handelt sich um ein in Niellotechnik gearbeitetes goldenes Kreuz (hergestellt möglicherweise im Syrien des 6. Jahrhunderts), das in Rom umgearbeitet und mit Bergkristall und Perlen verziert wurde. Theudelinde, die ihren Sohn knapp überlebte, vermachte das Kreuz zusammen mit der Eisernen Krone und zahlreichen weiteren Wertgegenständen der von ihr gestifteten Kirche San Giovanni in Monza, wo sie auch begraben ist. Bis heute ist das Gregorius-Kreuz Teil des dortigen Domschatzes. Es gilt als kunsthistorisch sehr bedeutsam und wurde verschiedentlich ausgestellt.